# Lijst van botanische begrippen
Hieronder staat een lijst van botanische begrippen. Zie ook voor terminologie: beschrijvende plantkunde - , waar de begrippen in samenhang worden gepresenteerd. Wanneer een in deze lijst genoemd begrip niet apart wordt beschreven dan wordt doorverwezen naar een tekstgedeelte waarin het begrip wordt uitgelegd.

## A
Aanhangsel - 
Aar - 
Aarpluim - 
Aartje - 
Ademwortel - 
Adventief - 
Adventiefwortel - 
Afgebroken geveerd - 
Alloploïdie - 
Amfimixis - 
Amyloplast -
Androecium - 
Androgenese - 
Androgynofoor - 
Anemochorie - 
Antheridium - 
Antiligula - 
Anthodium - 
Antropochorie - 
Apomixis - 
Apoptose - 
Aposporie - 
Appendix - 
Archegonium - 
Arillus - 
Assimilatie - 
Autochorie - 
Autogamie - 
Autoploïdie - 
Autotroof -

## B
Ballistochorie - 
Bast - 
Bastvat - 
Bes - 
Beschrijvende plantkunde - 
Bestuiving - 
Bevruchting - 
Bijwortel - 
Biogeen - 
Blad - 
Bladdimorfie - 
Bladgroen - 
Bladgroenkorrel - 
Bladkussentje - 
Bladlitteken - 
Bladmerk - 
Bladrozet - 
Bladsteel - 
Bladstempel - 
Bladvorm - 
Bladverliezend - 
Bloeikolf - 
Bloeistengel - 
Bloeiwijze - 
Bloem - 
Bloembodem - 
Bloembol - 
Bloemdek - 
Bloemformule - 
Bloemgestel - 
Bloemspil - 
Bol - 
Bolgewas - 
Boom - 
Borstel - 
Bovenstandig - 
Bractee - 
Bracteool - 
Broedbol - 
Bursiculum -

## C
Callus - 
Calyptra - 
Calyx - 
Cambium - 
Capitulum - 
Caudex - 
Caudiculum - 
Cauliflorie - 
Celademhaling - 
Cellulose - 
Celwand - 
Cephalium - 
Chalaza - 
Chemosynthese - 
Chemotroof - 
Chemo-litho-autotroof - 
Chimaera - 
Chlorofyl - 
Chloroplast - 
Clade - 
Cladisme - 
Cladistiek - 
Cladoprofyllum - 
Cleistogaam - 
Clinander - 
Coleoptyl - 
Coleorhiza - 
Coflorescentie - 
Columella (mos) - 
Combinatio nova - 
Commensalisme - 
Connectivum - 
Corolla - 
Corona - 
Cotyl - 
Cryptocotylair - 
Cryptofyt - 
Cultivar - 
Cultuurvolger - 
Cuticula - 
Cyathium - 
Cytoplasma -

## D
Dekvliesje - 
Dicotyl - 
Dioecious - 
Diploïdie - 
Diplosporie - 
Diplostemoon - 
Dissimilatie - 
Domein - 
Doorn - 
Doosvrucht - 
Dopvrucht - 
Draadvormig (bladoppervlak) - 
Drievoudig geveerd - 
Driehoekig (bladoppervlak) - 
Droge vrucht - 
Dubbelgeveerd - 
Dubbelveerdelig - 
Viervoudig geveerd -

## E
Ecologische groep - 
Ecotoop - 
Ecosysteem - 
Eenhuizig - 
Eenjarige plant - 
Eennervig - 
Eenslachtig - 
Eenzaadlobbig - 
Eilasoom - 
Eindstandig - 
Eirond (bladoppervlak) - 
Elatere - 
Emergens - 
Endosperm - 
Ephemeroïde - 
Epiparasiet - 
Enkelvoudige vrucht - 
Enten - 
Enthybride - 
Epichiel - 
Epifyt - 
Epigeïsch - 
Epigynisch - 
Epiliet - 
Eudicots - 
Evapotranspiratie - 
Evengeveerd - 
Exocarp - 
Extraflorale nectarklier - 

## F
Familie - 
Fanerocotylair - 
Filament (van een meeldraad) - 
Floëem - 
Flora (plantkunde) - 
Flora (overzichtswerk) - 
Florale nectarklier - 
Fototoxiciteit - 
Fototropie - 
Fyllodium - 
Fylogenetische systematiek - 
Fytochroom - 
Fytografie - 

## G
Gaaf (bladrand) - 
Gametangium - 
Gebobbeld (bladoppervlak) - 
Gegolfd (bladrand) - 
Gegolfd (bladoppervlak) - 
Gekarteld (bladrand) - 
Gelobd (bladrand) - 
Geofyt - 
Geotropie - 
Geslacht - 
Geslachtsverdeling - 
Getand (bladrand) - 
Geveerd - 
Gevorkt bijscherm - 
Gevleugeld (stengel) - 
Gevleugeld (vrucht) - 
Gezaagd (bladrand) - 
geitonogamie - 
Graanvrucht - 
Gravitropie - 
Groenblijvend - 
Groeiring - 
Guttatie - 
Gynoecium - 
Gynostemium - 

## H
Haar - 
Halfringporig - 
Handelig - 
Handnervig - 
Handvormig - 
Handlobbig - 
Handspletig - 
Haploïdie - 
Haplostemoon - 
Hartvormig (bladoppervlak) - 
Hauw - 
Hauwtje - 
Haustorium - 
Hechtwortel - 
Helionastie - 
Heliotropisme - 
Helm - 
Helmbindsel - 
Helmdraad - 
Helmknop - 
Helmhokje - 
Helofyt - 
Hemikryptofyt - 
Heterotroof - 
Hexaploïdie - 
Hilum - 
Honingklier - 
Hoofdje - 
Hout - 
Huidmondje - 
Hybride - 
Hydrochorie - 
Hydrofyt - 
Hypochiel - 
Hypogeïsch - 
Hypogynisch - 

## I
Indusium - 
Infraklasse - 
Infraorde - 
Invasief - 
Involucrum - 

## J
Jaarring - 

## K
Kafnaald (gras) - 
Kafnaald (passiebloem) - 
Katje - 
Kelk - 
Kelkkafje - 
Kernhout - 
Kieming - 
Kiemlob - 
Kiemopening - 
Kiemplant - 
Kiemwit - 
Klasse - 
Klierhaar - 
Kloon - 
Kluisvrucht - 
Knoop - 
Knop - 
Kokervrucht - 
Korfje - 
Kroezig - 
Kromnervig - 
Kroonblad - 
Kroonkafje - 
Kruidachtig - 
Kruisbestuiving - 
Kryptofyt - 

## L
Labellum - 
Laddermerg - 
Langwerpig (bladoppervlak) - 
Lancetvormig (bladoppervlak) - 
Lemma - 
Lenticel - 
Leukoplast -
Liaan - 
Lichtkiemer - 
Liervormig - 
Lignine - 
Ligula - 
Lijnlancetvormig (bladoppervlak) - 
Lijnvormig (bladoppervlak) - 
Lip - 
Lithofyt - 
Lithotroof - 
Lodicula - 
Loofboom - 
Loofbos - 
Luchtwortel -

## M
Macrosporangium - 
Macrosporofyl - 
Meeldraad - 
Meertakkig bijscherm - 
Meiose - 
Mentum - 
Mesofyl - 
Microsporangium - 
Microsporofyl - 
Mierenbroodje - 
Mikropyle - 
Mitose - 
Mixotroof - 
Moedercel - 
Monocots - 
Monocotyl - 
Monoecious - 
Monofyletisch - 
Monopodiaal - 
Morfologie - 
Mutualisme - 
Mutant - 
Mutatie - 
Mycorrhiza - 
Myrmecochorie -

## N
Naaldhout - 
Naaldvormig (bladoppervlak) - 
Napje - 
Nastie - 
Netnervig - 
Niervormig (bladoppervlak) - 
Nodium - 
Non-disjunctie - 
Noot - 
Nootje - 
Nothospecies - 
Nutatie -

## O
Obstemoon - 
Obdiplostemoon - 
Octoploïdie - 
Okselstandig - 
Omgekeerd eirond (bladoppervlak) - 
Omgekeerd hartvormig (bladoppervlak) - 
Omwindsel - 
Onevengeveerd - 
Onderklasse - 
Onderorde - 
Onderrijk - 
Ondersoort - 
Onderstam - 
Onderstandig - 
Oögonium - 
Oortje - 
Operculum - 
Openspringende vrucht - 
Orde - 
Organotroof - 
Osmose - 
Osmotische druk - 
Ovaal (bladoppervlak) - 

## P
Palea - 
Palissadeparenchym - 
Pappus - 
Parafyletisch - 
Parallelnervig - 
Parasiet - 
Parasitoïde - 
Parenchym - 
Parthenocarp - 
Parthenogenese - 
Penwortel - 
Periant - 
Perigonium - 
Perigyn - 
Perigynium - 
Perigoniumdekseltje - 
Petaal - 
Peul - 
Pijlvormig blad - 
Pioniersoort - 
Pit - 
Plankwortel - 
Planten - 
Plantenanatomie - 
Plantengemeenschap - 
Plantenmorfologie - 
Plasmodesma - 
Pluim - 
Pneumatofoor - 
Pneumatorrizie - 
Pollinium - 
Polyfyletisch - 
Polyploïdie - 
Poortje - 
Prefoliatie - 
Primaire celwand - 
Prothallium - 
Protandrie - 
Protogynie - 
Protonema - 
Ptyxis - 
Pulvinus -

## R
Rank - 
Ras - 
Reeks - 
Resupinatie - 
Rizoïde - 
Rijk - 
Ringporig - 
Rond (bladvorm) - 
Rostellum - 
Ruitvormig (bladvorm) -

## S
Samengestelde vrucht - 
Saprofyt - 
Scarificeren - 
Scherm - 
Scheut (plant) - 
Schicht - 
Schijnkrans - 
Schijnvrucht - 
Schil - 
Schildje - 
Schildvormig (bladoppervlak) - 
Schors - 
Schroef - 
Schutblad - 
Scutellum - 
Sectie - 
Secundaire celwand - 
Semigamie - 
Sepaal - 
Sikkel - 
Sluitcel - 
Snavel - 
Soort - 
Sorosis - 
Sorus - 
Spadix - 
Spatelvormig (bladoppervlak) - 
Spatha - 
Speculum - 
Spinthout - 
Spica - 
Spiesvormig (bladoppervlak) - 
Splitvrucht - 
Sponsparenchym - 
Spoor - 
Sporangium - 
Spore -
Sporenaar - 
Sporendoosje - 
Sporenhoopje - 
Sporogoon - 
Sporofoor - 
Sporofyl - 
Sport - 
Springdraad - 
Spruit - 
Stam (taxonomie) - 
Stam (plant) - 
Stamen - 
Staminodium - 
Stamper - 
Statoliet - 
Steelblaadje - 
Steenvrucht - 
Stek - 
Stekken - 
Stekel - 
Stempel - 
Stengel - 
Stengelknol - 
Steunblaadje - 
Stigma - 
Stijl - 
Stinsenplant - 
Stipule - 
Stipum - 
Stoma - 
Strobilus - 
Stroschub - 
Struik - 
Stuifmeel - 
Stylus - 
Subfamilie - 
Subgeslacht - 
Subklasse - 
Suborde - 
Substam - 
Succulent - 
Superfamilie - 
Supergroep - 
Superklasse - 
Supersectie - 
Superstam - 
Syncarpium - 
Synergiden -
Synflorescentie -

## T
Tak - 
Tak (taxonomie) - 
Tepaal - 
Tetraploïdie - 
Thallus - 
Theca - 
Therofyt - 
Thylakoïde - 
Thyrsus - 
Tongetje - 
Totipotent - 
Transpiratie - 
Trekwortel - 
Trichofiet - 
Trichoom - 
Tricolpates - 
Triploïdie - 
Trofofoor - 
Trofofyl - 
Tropie - 
Tros - 
Trouw - 
Tuil - 
Turgor - 
Turion - 
Tussenschot - 
Tussenstandig - 
Tweehuizig - 
Tweejarige plant - 
Tweeslachtigheid - 
Tweezaadlobbig - 
Twijg - 
Tylose - 

## U
Uitgebeten - 
Uitgerand - 
Uitloper - 
Urntje - 

## V
Vaatbundel - 
Vaatplanten - 
Vacuole - 
Variëteit - 
Vaste plant - 
Veeltelig - 
Veelvoudige vrucht - 
Veerdelig - 
Veerlobbig - 
Veernervig - 
Veerspletig - 
Vegetatie - 
Vegetatiekunde - 
Velamen - 
Vernatie - 
Verspreidporig - 
Verzamelsteenvrucht - 
Verzamelvrucht - 
Vetplant - 
Viscidium - 
Viviparie - 
Vleesetende plant - 
Vlezige vrucht - 
Voorkiem - 
Vorm - 
Vrucht - 
Vruchtbeginsel - 
Vruchtklep - 
Vruchtpluis - 
Vruchtverband - 

## W
Waaier - 
Waardplant - 
Waterlot - 
Waterporie - 
Winterhard - 
Wortel - 
Worteldruk - 
Wortelhals - 
Wortelmutsje - 
Wortelstok - 

## X
Xenogamie - 
Xerofiel - 
Xyleem - 

## Z
Zaad - 
Zaadbank - 
Zaadknop - 
Zaadlob - 
Zaadmantel - 
Zaadplanten - 
Zaadpluis - 
Zaadrok - 
Zaailing - 
Zeefvat - 
Zelfbestuiving - 
Zelffertiel - 
Zoöchorie - 
Zwaardvormig (bladoppervlak) - 